# Tilișca
Tilișca is een Roemeense gemeente in het district Sibiu.
Tilișca telt 1584 inwoners.